# Nikolaus Dietrich Giseke
Nikolaus Dietrich Giseke (født 2 april 1724 i Tschobing nær Güns i Ungarn, død 23. februar 1765 i Sondershausen) var en tysk digter, farfars far til Heinrich Ludwig Robert Giseke.
Giseke var oprindelig teolog og studerede i Leipzig, hvor han kom til at stå de mænd, der samlede sig om Bremische Beiträge, nær. Senere blev han præst og endte sine dage som superintendent i Sondershausen. Klopstock har sat ham et poetisk mindesmærke i to af sine oder. Gisekes poetiske værker, der 1767 blev udgivne af Gärtner, viser ham som en digter i tidens følsomme ånd.